# Liste der Wiener Parks und Gartenanlagen/Mariahilf
Diese Liste umfasst jene Parks und Gartenanlagen, die sich im 6. Wiener Gemeindebezirk Mariahilf befinden und einen Namen tragen:
| Name                  | Bild | Standort                                                  | Jahr der Errichtung          | Benannt nach                                   | Fläche in m² | Bauten           | Kunstobjekte                                                   | Naturdenkmäler | Anmerkungen                                                               |
| --------------------- | ---- | --------------------------------------------------------- | ---------------------------- | ---------------------------------------------- | ------------ | ---------------- | -------------------------------------------------------------- | -------------- | ------------------------------------------------------------------------- |
| Alfred-Grünwald-Park  |      | Linke Wienzeile Koordinaten                               | 1981                         | Alfred Grünwald                                | 9.000        |                  | Denkmal für Grünwald                                           |                |                                                                           |
| Esterházypark         |      | zwischen Gumpendorfer Straße und Schadekgasse Koordinaten | spätes 18. Jh.               | der ungarischen Magnatenfamilie Esterházy      | 10.400       | Flak-Turm (1944) | Vier barocke Steinfiguren                                      |                | Flak-Turm und Steinfiguren unter Schutz                                   |
| Franz-Schwarz-Park    |      | Gumpendorfer Gürtel Koordinaten                           | 1934 (Benennung)             | Franz Schwarz (1866–1932), Bezirksvorsteher    | 2.200        |                  |                                                                |                |                                                                           |
| Fritz-Imhoff-Park     |      | Wallgasse Koordinaten                                     |                              | Fritz Imhoff                                   | 4.300        |                  |                                                                |                | Hinter der unter Schutz stehenden Hauptfeuerwache Mariahilf               |
| Helene-Heppe-Park     |      | Magdalenengasse Koordinaten                               | 2004 (Benennung)             | Helene Heppe (1948–1994), Bezirksrätin         | 500          |                  |                                                                |                |                                                                           |
| Hubert-Marischka-Park |      | Stumpergasse Koordinaten                                  | 1981 (Benennung)             | Hubert Marischka                               | 4.400        |                  |                                                                |                |                                                                           |
| Loquaipark            |      | Loquaiplatz Koordinaten                                   | 1903 (Benennung des Platzes) | Ferdinand Loquai (1838–1899), Bezirksvorsteher | 5.000        |                  |                                                                |                |                                                                           |
| Minna-Lachs-Park      |      | Millergasse und Mittelgasse Koordinaten                   | 1998 (Benennung)             | Minna Lachs                                    | 3.000        |                  | Trinkbrunnen (1996)                                            |                |                                                                           |
| Richard-Waldemar-Park |      | Hofmühlgasse Koordinaten                                  |                              | Richard Waldemar                               | 1.400        |                  | Denkmal für Waldemar (Stemolak, 1942, momentan nicht am Platz) |                |                                                                           |
| Therese-Sip-Park      |      | Ecke Linke Wienzeile / Brückengasse Koordinaten           | Mitte der 1980er Jahre       | Therese Sip (1883–1969), Bezirksrätin          | 370          |                  |                                                                |                | Aus einem Projekt der Berufsschule für Gartenbau und Floristik entstanden |
| Vinzenz-von-Paul-Park |      | Garbergasse Koordinaten                                   | 1986                         | Vinzenz von Paul                               | 900          |                  |                                                                |                | Als Ruhe- und Therapiepark definiert                                      |